# Saint-Césaire-de-Gauzignan
Pour les articles homonymes, voir Saint-Césaire (homonymie).
Saint-Césaire-de-Gauzignan est une commune française située dans le centre du département du Gard en région Occitanie.
Exposée à un climat méditerranéen, elle est drainée par la Droude, le ruisseau de la Candouillère et par divers autres petits cours d'eau.
Saint-Césaire-de-Gauzignan est une commune rurale qui compte 390 habitants en 2022, après avoir connu une forte hausse de la population depuis 1962.  Elle fait partie de l'aire d'attraction de Nîmes. Ses habitants sont appelés les Saint-Césairiens ou  Saint-Césairiennes.

## Géographie
Saint-Césaire-de-Gauzignan se situe à 28 km de Nîmes, 17 km d'Alès, 18 km d'Uzès, 57 km d'Avignon et 61 km de Montpellier.
Les communes notables les plus proches sont :
| Alès     | Euzet                      | Saint-Jean-de-Ceyrargues |
| Anduze   | Saint-Césaire-de-Gauzignan | Uzès                     |
| Lédignan | Moussac                    | Castelnau-Valence        |

### Climat
Pour des articles plus généraux, voir Climat de l'Occitanie et Climat du Gard.
En 2010, le climat de la commune est de type climat méditerranéen franc, selon une étude s'appuyant sur une série de données couvrant la période 1971-2000. En 2020, Météo-France publie une typologie des climats de la France métropolitaine dans laquelle la commune est exposée à un climat méditerranéen et est dans la région climatique Provence, Languedoc-Roussillon, caractérisée par une pluviométrie faible en été, un très bon ensoleillement (2 600 h/an), un été chaud (21,5 °C), un air très sec en été, sec en toutes saisons, des vents forts (fréquence de 40 à 50 % de vents > 5 m/s) et peu de brouillards.
Pour la période 1971-2000, la température annuelle moyenne est de 13,7 °C, avec une amplitude thermique annuelle de 17,3 °C. Le cumul annuel moyen de précipitations est de 892 mm, avec 6,8 jours de précipitations en janvier et 3,3 jours en juillet. Pour la période 1991-2020, la température moyenne annuelle observée sur la station météorologique la plus proche, située sur la commune de Deaux à 6 km à vol d'oiseau, est de 14,9 °C et le cumul annuel moyen de précipitations est de 967,1 mm,. Pour l'avenir, les paramètres climatiques de la commune estimés pour 2050 selon différents scénarios d’émission de gaz à effet de serre sont consultables sur un site dédié publié par Météo-France en novembre 2022.

### Milieux naturels et biodiversité
Aucun espace naturel présentant un intérêt patrimonial n'est recensé sur la commune dans l'inventaire national du patrimoine naturel,,.

## Urbanisme

### Typologie
Au 1er janvier 2024, Saint-Césaire-de-Gauzignan est catégorisée commune rurale à habitat dispersé, selon la nouvelle grille communale de densité à sept niveaux définie par l'Insee en 2022.
Elle est située hors unité urbaine. Par ailleurs la commune fait partie de l'aire d'attraction de Nîmes, dont elle est une commune de la couronne,. Cette aire, qui regroupe 92 communes, est catégorisée dans les aires de 200 000 à moins de 700 000 habitants,.

### Occupation des sols
L'occupation des sols de la commune, telle qu'elle ressort de la base de données européenne d’occupation biophysique des sols Corine Land Cover (CLC), est marquée par l'importance des territoires agricoles (82,1 % en 2018), une proportion identique à celle de 1990 (82,1 %). La répartition détaillée en 2018 est la suivante : 
cultures permanentes (63,9 %), zones agricoles hétérogènes (18 %), forêts (9,7 %), milieux à végétation arbustive et/ou herbacée (8,2 %), terres arables (0,2 %). L'évolution de l’occupation des sols de la commune et de ses infrastructures peut être observée sur les différentes représentations cartographiques du territoire : la carte de Cassini (XVIIIe siècle), la carte d'état-major (1820-1866) et les cartes ou photos aériennes de l'IGN pour la période actuelle (1950 à aujourd'hui).

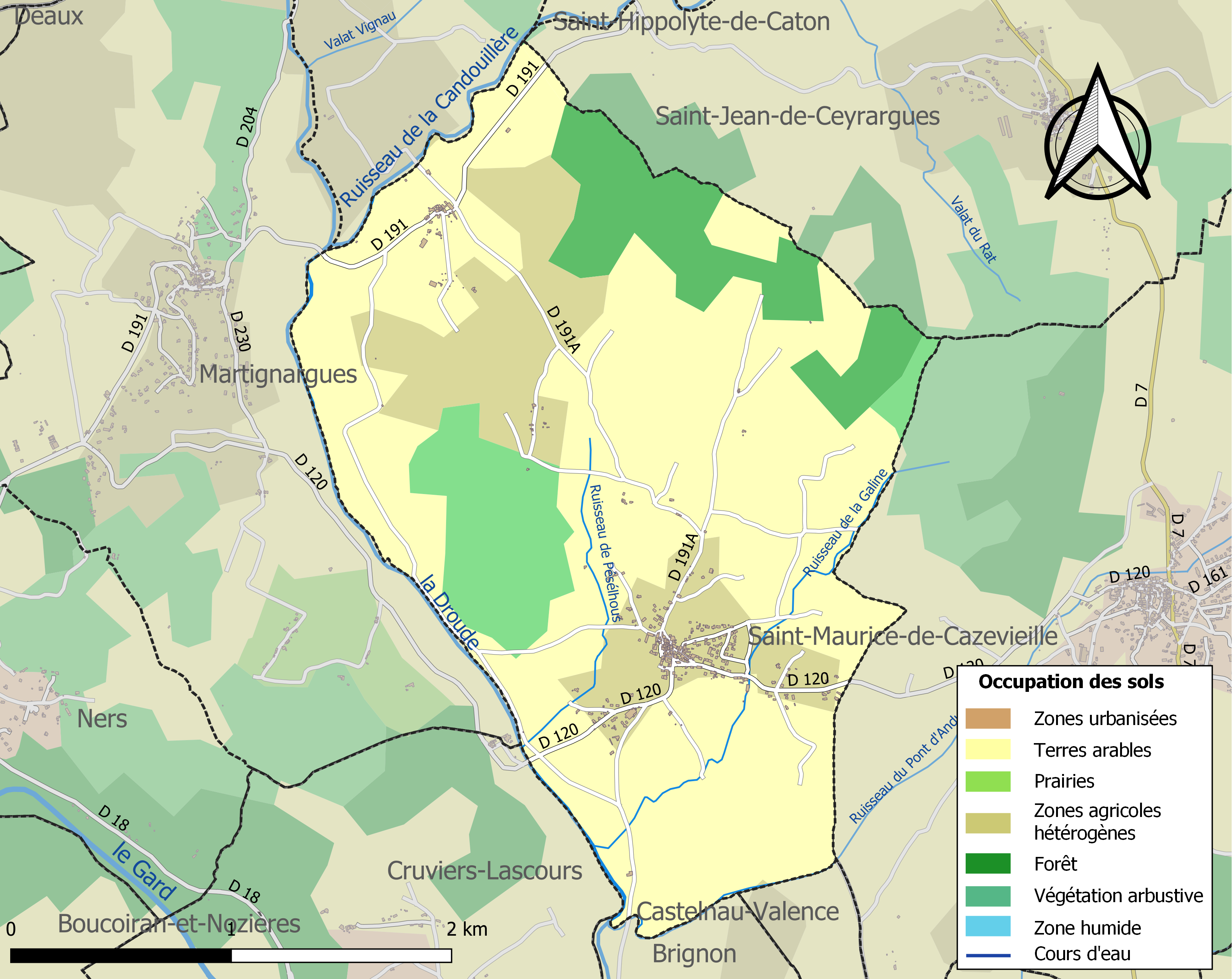
Carte des infrastructures et de l'occupation des sols de la commune en 2018 (CLC).

### Risques majeurs
Le territoire de la commune de Saint-Césaire-de-Gauzignan est vulnérable à différents aléas naturels : météorologiques (tempête, orage, neige, grand froid, canicule ou sécheresse), inondations, feux de forêts et séisme (sismicité faible). Un site publié par le BRGM permet d'évaluer simplement et rapidement les risques d'un bien localisé soit par son adresse soit par le numéro de sa parcelle.
Certaines parties du territoire communal sont susceptibles d’être affectées par le risque d’inondation par débordement de cours d'eau et par une crue torrentielle ou à montée rapide de cours d'eau, notamment la Droude et le ruisseau de la Candouillère. La commune a été reconnue en état de catastrophe naturelle au titre des dommages causés par les inondations et coulées de boue survenues en 1982, 1983, 1987, 1993, 1994, 1997, 2001, 2002 et 2010,.

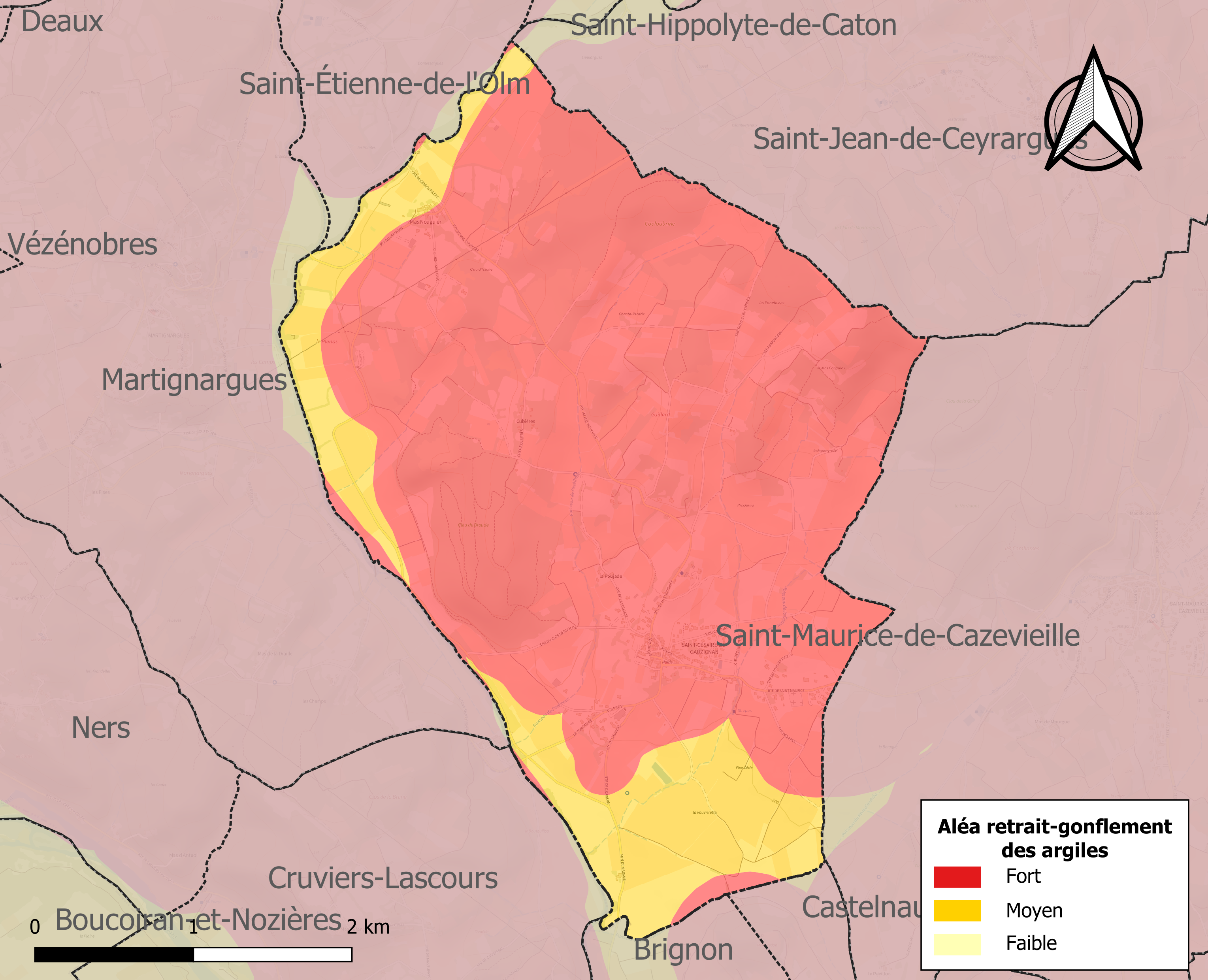
Carte des zones d'aléa retrait-gonflement des sols argileux de Saint-Césaire-de-Gauzignan.

Le retrait-gonflement des sols argileux est susceptible d'engendrer des dommages importants aux bâtiments en cas d’alternance de périodes de sécheresse et de pluie. La totalité de la commune est en aléa moyen ou fort (67,5 % au niveau départemental et 48,5 % au niveau national). Sur les 165 bâtiments dénombrés sur la commune en 2019, 165 sont en aléa moyen ou fort, soit 100 %, à comparer aux 90 % au niveau départemental et 54 % au niveau national. Une cartographie de l'exposition du territoire national au retrait gonflement des sols argileux est disponible sur le site du BRGM,.
Par ailleurs, afin de mieux appréhender le risque d’affaissement de terrain, l'inventaire national des cavités souterraines permet de localiser celles situées sur la commune.
Concernant les mouvements de terrains, la commune a été reconnue en état de catastrophe naturelle au titre des dommages causés par la sécheresse en 2016 et 2017 et par des mouvements de terrain en 1983.

## Histoire
Les origines du village remonteraient au VIe siècle,  période à laquelle des moines arrivèrent en provenance de l’abbaye de Saint-Victor de Marseille. Ils avaient défrichés des terrains pour y planter diverses cultures. Ils construisirent également sur un promontoire ce qui allait devenir plus tard l’église paroissiale,  puis de nos jours le temple.
Le village doit son nom à Césaire d’Arles qui était moine puis évêque d’Arles. Il naquit vers 470 à Chalon-sur-Saône et décéda le 26 août 542 à Arles. La trace écrite la plus ancienne  qui relate la présence d’un groupe d’habitants remonte à 1033.
Le nom de la commune évolua au fil des siècles. Il faut remonter en 1295 pour y trouver une des premières nominations : Villa Santi-Cesarü. Cette année-là, le village dépendait de Vézénobres et comptait 53 feux (foyers).
Par la suite, le village se nomma Grasilhanum (1310), Sanctus-Cesarius (1384), Prieuré Sainct-Cézary de Gaussignane (1620), Saint-Césaire-de-Gauzignan (1744) et Saint-Césaire-de-Grasignan (1789).
Le blason du village est de gueules au pal losangé d’argent et de sinople.
En 1295, le village fait partie de la viguerie d’Uzès.
En 1395, on note une baisse sensible de la population avec seulement 4 feux et demi.
Au XVIe siècle, Guillaume Calvière est le seigneur de Saint-Césaire-de-Gauzignan. Il est nommé consul de Nîmes en 1574.
En 1620, le village est uni au chapitre collégial de Beaucaire. Cette même année, les protestants construisent un temple sur un terrain offert par Pierre de Calvière. L’édit de Nantes de 1598 oblige les protestants à rendre le bâtiment au culte catholique. Le temple est détruit lors de la révocation de l'édit de Nantes en 1685. L’ancienne église accueille alors l’ensemble des habitants qui souhaitent vivre leur culte.
Le village est marqué par l’histoire du protestantisme, notamment le secteur de la Gardonnenque où est situé Saint-Césaire-de-Gauzignan. Louis XIV interdit la pratique du culte protestant. En 1698, Antoine Fromental, issu du Mas Nougier (situé sur la commune) et  qui enfreint la loi,  est condamné aux galères, il est libéré en 1700. C’est le cas également d’Estienne Jalabert, galérien de 1698 à 1711. D’autres Saint-Césairois font les frais de ces mesures : Jacques Eynart, Michel Coste, Firmin et Jacques Isnard, Alexandre et Étienne Trial, tous camisards, torturés et condamnés.
Pendant la Révolution française, la région connait une grande crise économique avec une augmentation de 60 % du prix du blé. De grandes violences avec de nombreuses destructions de châteaux se déroulent alors, appelées les Grandes Bagarres de Nîmes.
En 1802, une nouvelle organisation administrative se met en place. Chaque secteur prend le nom d’Églises consistoriales. Saint-Césaire fait partie du consistoire de Vézénobres.
1810, rénovation du four commun.
1843, travaux de rénovation et d’agrandissement du temple.
1866, le conseil municipal décide de construire une école communale.
Après des péripéties de devis, projets et subventions difficiles à trouver, le projet de l’école aboutit enfin en 1880.
1893, rénovation de la canalisation de la fontaine qui alimente le village en eau, construction également d’un lavoir.
1898, construction d’un nouveau cimetière sur un terrain acheté à M. Bourguet.
Durant la Première Guerre mondiale, de nombreux poilus du village donnèrent leur vie pour la défense du territoire.
1920, électrification de la commune.
1928, création de la coopérative viticole de Saint-Césaire-de-Gauzignan.
Fin 1928, installation d’une cabine téléphonique.
1933, inauguration de la nouvelle école et des bains douches.

## Héraldique
| Blason de Saint-Césaire-de-Gauzignan | Blason  | De gueules au pal losangé d'argent et de sinople. |
| Blason de Saint-Césaire-de-Gauzignan | Détails | Le statut officiel du blason reste à déterminer.  |

## Politique et administration

### Rattachements électoraux
Pour l'élection des députés, elle fait partie de la quatrième circonscription du Gard.

### Liste des maires
- Alexandre Trial (1792 - 1797)
- Pierre Simon (1799 - 1799)
- Louis Issoire (1799 - 1800)
- Pierre Mourgues (1800 - 1802)
- Jules Liauron (1802 - 1808)
- Alexandre Trial (1808 - 1815)
- Louis Roussel (1815 - 1830)
- Jean Liauron (1830 - 1835)
- Isaac Coulon (1835 - 1856)
- Louis Aurivel (1856 - 1865)
- Julien Troulhias (1865 - 1871)
- Auguste Batte (1871 - 1874)
- Alexandre Trial (1874 - 1875)
- Casimir Privat (1875 - 1876)
- Auguste Batte (1876 - 1885)
- Louis Aurivel (1885 - 1896)
- Jean-Louis Bourguet (1896 - 1897)
- Achille Pupil (1897 - 1911)
- Albert Jalabert (1911 - 1913)
- Sully Batte (1913 - 1915)
- Raoul Levesque (1915 - 1917)
- Jules Dubois (1917 - 1919)
- Sully Batte (1919 - 1922)
- Sully Barbusse (1922 - 1947)
- Franck Valmalette (1947 - 1965)

| Période | Période  | Identité       | Étiquette | Qualité |
| ------- | -------- | -------------- | --------- | --- |
| 1965    | 2001     | Guy Rousset    |           | Maire honoraire (2001-2012) 1er Vice-président de la Communauté de communes (1992-2001) Président du Syndicat intercommunal d'électrification de Saint-Césaire-de-Gauzignan (1980-2004) Chevalier du Mérite agricole |
| 2001    | 2008     | Annick Assenat |           | Viticultrice |
| 2008    | En cours | Frédéric Gras  | SE        | Employé Conseiller départemental |

Élections municipales de 2020
Le 15 mars 2020, la liste "Ensemble pour Saint-Césaire", conduite par Frédéric Gras, est élue dès le premier tour.

## Démographie
L'évolution du nombre d'habitants est connue à travers les recensements de la population effectués dans la commune depuis 1793. Pour les communes de moins de 10 000 habitants, une enquête de recensement portant sur toute la population est réalisée tous les cinq ans, les populations de référence des années intermédiaires étant quant à elles estimées par interpolation ou extrapolation. Pour la commune, le premier recensement exhaustif entrant dans le cadre du nouveau dispositif a été réalisé en 2007.

En 2022, la commune comptait 390 habitants, en évolution de +2,63 % par rapport à 2016 (Gard : +2,97 %, France hors Mayotte : +2,11 %).
| 1793 | 1800 | 1806 | 1821 | 1831 | 1836 | 1841 | 1846 | 1851 |
| ---- | ---- | ---- | ---- | ---- | ---- | ---- | ---- | ---- |
| 222  | 223  | 267  | 295  | 317  | 329  | 359  | 396  | 409  |

| 1856 | 1861 | 1866 | 1872 | 1876 | 1881 | 1886 | 1891 | 1896 |
| ---- | ---- | ---- | ---- | ---- | ---- | ---- | ---- | ---- |
| 400  | 365  | 314  | 330  | 281  | 280  | 264  | 280  | 278  |

| 1901 | 1906 | 1911 | 1921 | 1926 | 1931 | 1936 | 1946 | 1954 |
| ---- | ---- | ---- | ---- | ---- | ---- | ---- | ---- | ---- |
| 288  | 277  | 306  | 242  | 237  | 248  | 237  | 229  | 227  |

| 1962 | 1968 | 1975 | 1982 | 1990 | 1999 | 2006 | 2007 | 2012 |
| ---- | ---- | ---- | ---- | ---- | ---- | ---- | ---- | ---- |
| 190  | 201  | 194  | 211  | 212  | 224  | 263  | 268  | 318  |

| 2017 | 2022 | - | - | - | - | - | - | - |
| ---- | ---- | - | - | - | - | - | - | - |
| 382  | 390  | - | - | - | - | - | - | - |

## Économie

### Revenus
En 2018  (données Insee publiées en septembre 2021), la commune compte 142 ménages fiscaux, regroupant 354 personnes. La médiane du revenu disponible par unité de consommation est de 20 280 € (20 020 € dans le département).

### Emploi
|                | 2008   | 2013 | 2018   |
| -------------- | ------ | ---- | ------ |
| Commune        | 4,8 %  | 5 %  | 11,7 % |
| Département    | 10,6 % | 12 % | 12 %   |
| France entière | 8,3 %  | 10 % | 10 %   |

En 2018, la population âgée de 15 à 64 ans s'élève à 233 personnes, parmi lesquelles on compte 83,1 % d'actifs (71,4 % ayant un emploi et 11,7 % de chômeurs) et 16,9 % d'inactifs,. En  2018, le taux de chômage communal (au sens du recensement) des 15-64 ans est inférieur à celui du département, mais supérieur à celui de la France, alors qu'en 2008 il était inférieur à celui de la France.
La commune fait partie de la couronne de l'aire d'attraction de Nîmes, du fait qu'au moins 15 % des actifs travaillent dans le pôle,. Elle compte 77 emplois en 2018, contre 142 en 2013 et 185 en 2008. Le nombre d'actifs ayant un emploi résidant dans la commune est de 170, soit un indicateur de concentration d'emploi de 45,5 % et un taux d'activité parmi les 15 ans ou plus de 67,7 %.
Sur ces 170 actifs de 15 ans ou plus ayant un emploi, 43 travaillent dans la commune, soit 25 % des habitants. Pour se rendre au travail, 91,1 % des habitants utilisent un véhicule personnel ou de fonction à quatre roues, 0,6 % les transports en commun, 4,2 % s'y rendent en deux-roues, à vélo ou à pied et 4,1 % n'ont pas besoin de transport (travail au domicile).

### Activités hors agriculture
24 établissements sont implantés  à Saint-Césaire-de-Gauzignan au 31 décembre 2019. Le tableau ci-dessous en détaille le nombre par secteur d'activité et compare les ratios avec ceux du département,.
Le secteur de la construction est prépondérant sur la commune puisqu'il représente 29,2 % du nombre total d'établissements de la commune (7 sur les 24 entreprises implantées  à Saint-Césaire-de-Gauzignan), contre 15,5 % au niveau départemental.

### Agriculture
La commune est dans les Garrigues, une petite région agricole occupant le centre du département du Gard. En 2020, l'orientation technico-économique de l'agriculture  sur la commune est la viticulture. 
|               | 1988 | 2000 | 2010 | 2020 |
| ------------- | ---- | ---- | ---- | ---- |
| Exploitations | 28   | 27   | 30   | 24   |
| SAU (ha)      | 490  | 497  | 559  | 467  |

Le nombre d'exploitations agricoles en activité et ayant leur siège dans la commune est passé de 28 lors du recensement agricole de 1988  à 27 en 2000 puis à 30 en 2010 et enfin à 24 en 2020, soit une augmentation de 14 % en 32 ans. Le même mouvement est observé à l'échelle du département qui a perdu pendant cette période 61 % de ses exploitations,. La surface agricole utilisée sur la commune a également diminué, passant de 490 ha en 1988 à 467 ha en 2020. Parallèlement la surface agricole utilisée moyenne par exploitation a augmenté, passant de 18 à 19 ha.

## Culture locale et patrimoine

### Lieux et monuments

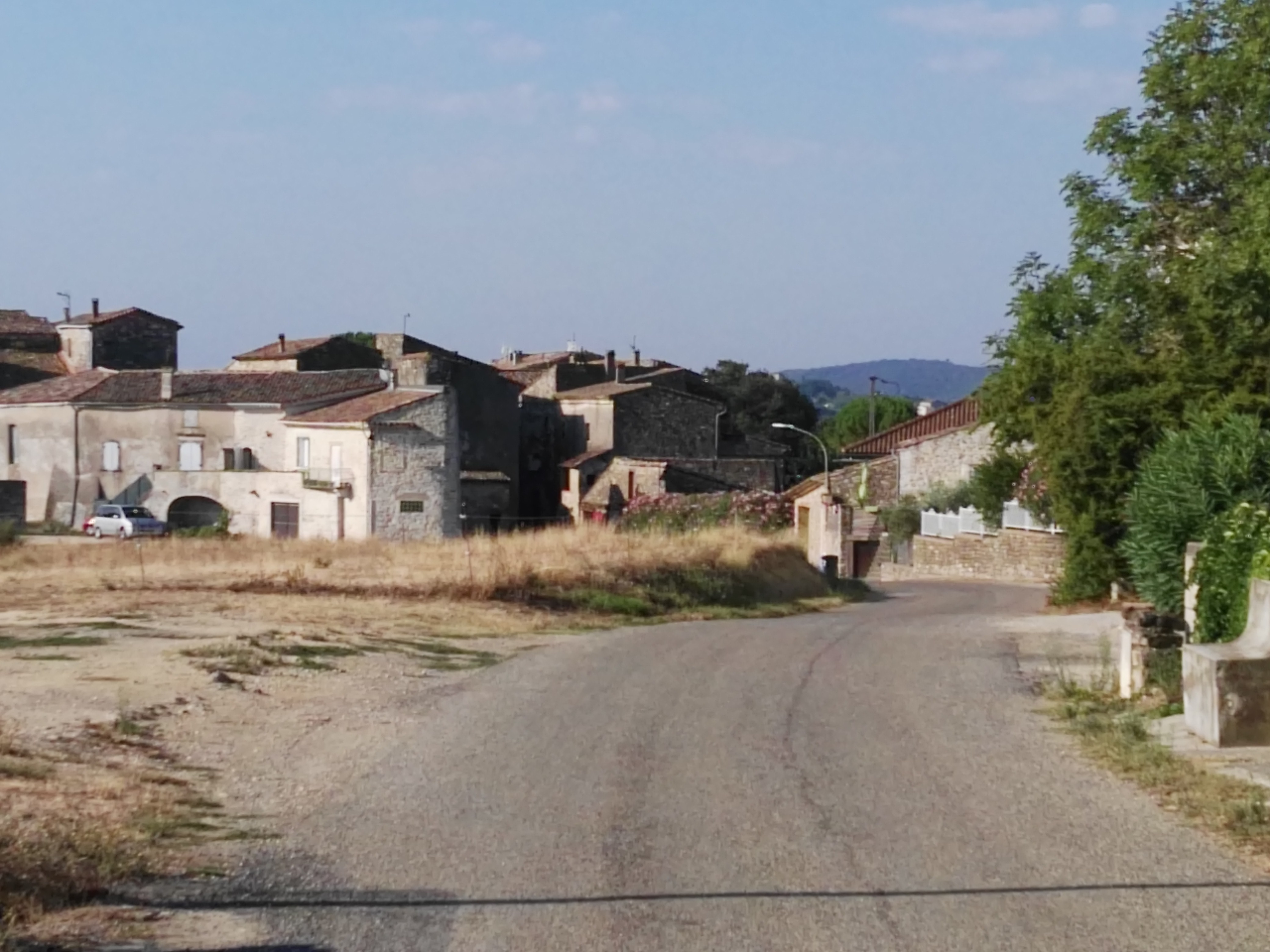
L’entrée nord du village

- le temple protestant : restauré en 2015, le temple accueille maintenant les 2 800 livres de la médiathèque municipale[26].
- Église Saint-Césaire.